# In Tam
In Tam (en jemer: អ៊ិន តាំ; n. Kompung Cham, 22 de septiembre de 1922 - f. Chandler, Arizona, 1 de abril de 2006) fue un político y militar camboyano. Fue Primer ministro de Camboya entre mayo y diciembre de 1973 durante el efímero régimen de la República Jemer. Se exilió tras la derrota de la República ante los Jemeres Rojos en la guerra civil camboyana.

## Biografía

### Primeros años
In Tam nació en 1922, en la provincia de Kompung Cham, al este de Camboya. En ese momento, su país era aún un protectorado de Francia. De niño estudió Pali en la pagoda de Stung Treng, antes de estudiar en el Liceo Sisowath . Después de servir como inspector de la milicia provincial, finalmente alcanzó el rango de Brevet-General y ascendió a la posición de gobernador de la provincia de Takéo.

### Carrera política
Durante la década de 1960, Tam ocupó varios puestos en el gobierno del Sangkum durante la administración de Norodom Sihanouk, siendo notable su cargo de Ministro del Interior en el gabinete de Norodom Kantol, de 1964 a 1966. Estando en ese cargo, participó en el arresto de su propio sobrino Preap In, quien fue acusado de ser miembro de una organización guerrillera derechista anti-Sihanouk, los Jemeres Serei. Preap In fue ejecutado más tarde.
A pesar de su lealtad inicial a Sihanouk, In Tam fue uno de los principales artífices del golpe de Estado de marzo de 1970 que derrocó a la monarquía parlamentaria e instauró el régimen militarista de la República Jemer. En calidad de Presidente de la Asamblea Nacional, In Tam fue el encargado de proclamar la República el 9 de octubre de ese mismo año.
Desde entonces, las relaciones entre Tam y el líder principal del golpe, Lon Nol, empezaron a tensarse, hasta el punto de que un año después de la proclamación de la República, en octubre de 1971, Lon Nol declaró el estado de emergencia y despojó a la Asamblea Nacional de sus poderes legislativos, poniendo como excusa la creciente inestabilidad política bajo la insurgencia de los Jemeres Rojos. Tam dirigió posteriormente una protesta contra el gobierno con otros cuatrocientos monjes budistas. En 1972, Tam participó en las únicas elecciones presidenciales de la República, como candidato del recientemente restaurado Partido Democrático. Un informe del Consejo de Seguridad Nacional de los Estados Unidos calificó a Tam como el más experimentado y políticamente maduro de los políticos camboyanos de la época, con una merecida reputación de incorruptibilidad y un modesto estilo de vida. Sin embargo, Tam fue derrotado por Lon Nol, recibiendo oficialmente el 24% de los votos. Sin embargo, se sospecha que la elección fue un fraude y hay un amplio consenso sobre que Tam hubiera ganado de haber sido una elección justa. A pesar de que las elecciones fueron visiblemente amañadas, Tam se las arregló para triunfar en la capital, Nom Pen.
Al año siguiente, Tam asumió como Primer ministro de Camboya del gobierno de Lon Nol, cargo que ocupó por siete meses. A finales de ese año dimitió y partió junto a su familia a Battambang. Posteriormente fue sucedido por Long Boret. Al momento de la caída de Nom Pen en manos de los Jemeres Rojos, el 17 de abril de 1975, In Tam estaba en su granja en Poipet. Casi seguramente habría sido ejecutado, pero huyó a Tailandia y trató de organizar una rebelión contra los Jemeres Rojos en las zonas fronterizas. Sin embargo, esto no duró mucho, ya que las autoridades tailandesas lo deportaron. Huyó a Francia y luego en 1976 se trasladó a los Estados Unidos, donde recibió asilo.

### Después de la guerra
Tras la caída de los Jemeres Rojos en 1979, In Tam apoyó a Sihanouk y a su partido político, el Frente Unido Nacional para una Camboya Independiente, Neutral, Pacífica y Cooperativa, también conocido como Funcinpec, que se oponía al gobierno instaurado por la invasión del país por parte de Vietnam. Ejerció como comandante del ala militar del Funcinpec, el Movimiento para la Liberación Nacional de Kampuchea (Moulinaka). Fue uno de los tres ministros de Defensa Nacional del "Gobierno de Coalición de Kampuchea Democrática". Refundó nuevamente el Partido Democrático y presentó candidatos en las primeras elecciones libres tras la caída del gobierno socialista. Sin embargo, no obtuvo ningún escaño. En 1997 apoyó al Partido Popular de Camboya en el golpe de Estado contra Norodom Ranariddh. En las siguientes elecciones tampoco logró obtener escaños.
In Tam murió en Chandler, Arizona, en el suroeste de los Estados Unidos, el 1 de abril de 2006.